# Donald Machholz
Donald Edward Machholz (Portsmouth, Virginia, 7 de octubre de 1952-9 de agosto de 2022) fue un astrónomo aficionado estadounidense. 

## Biografía
Fue el observador de cometas con más éxito en los Estados Unidos, estando acreditado el descubrimiento por su parte de diez cometas, incluyendo los cometas periódicos 96P/Machholz, 141P/Machholz y, su descubrimiento, el no periódico C/2004 Q2 (Machholz) que fue fácilmente visible con binoculares en el cielo boreal en 2004 y 2005.
Machholz está también considerado uno de los inventores del Maratón Messier, que es una competición cuyo objetivo es observar todos los objetos Messier en una única noche.

## Obras
- The Observing Guide to the Messier Marathon: A Handbook and Atlas
- Decade of Comets: A Study of the 33 Comets Discovered by Amateur Astronomers Between 1975 and 1984
- An observer's guide to comet Hale-Bopp: Making the most of Comet Hale-Bopp : when and where to observe Comet Hale-Bopp and what to look for